# Englands damlandslag i ishockey
Englands damlandslag i ishockey (engelska: England women's national ice hockey team) har representerat England i ishockey på damsidan i vissa turneringar. Första landskampen spelades i Lyss den 18 december 1987 mot Danmark under Ochsner Cup och förlorades med 1-5.

### Fotnoter
1. ↑  ”England vs Nations” (på engelska). Nationalteamsoficehockey. https://www.nationalteamsoficehockey.com/england/. Läst 31 mars 2015.